# Cung Thế kỷ
Cung Thế kỷ hay Hội trường Thế kỷ (tiếng Ba Lan: Hala Stulecia; tiếng Đức: Jahrhunderthalle), trước đây có tên là Hala Ludowa (Hội trường Nhân dân) là một tòa nhà lịch sử ở thành phố Wrocław, Ba Lan. Tòa nhà này được xây dựng theo đồ án của kiến trúc sư người Đức Max Berg từ năm 1911 tới năm 1913, khi thành phố này còn là một phần của Đế chế Đức. Max Berg đã thiết kế Cung Thế kỷ phục vụ như một cấu trúc đa chức năng để tổ chức "triển lãm, hòa nhạc, biểu diễn sân khấu, opera, và các sự kiện thể thao. Ngày nay, nó tiếp tục được sử dụng như là nơi diễn ra các sự kiện, hòa nhạc và thể thao.
Là một dấu mốc đầu tiên của kiến trúc bê tông cốt thép, tòa nhà trở thành một trong những Di tích Lịch sử Quốc gia của Ba Lan từ năm 2005 cùng với Nhà rạp Bốn Vòm, giàn khung và Iglica. Chỉ sau đó một năm, Cung Thế kỷ chính thức được UNESCO công nhận là Di sản thế giới của nhân loại.

## Lịch sử
Ngày 10 tháng 3 năm 1813, tại Breslau - thủ phủ của vùng Silesia, vua Frederick William III của Phổ đã kêu gọi nhân dân chống lại Napoléon trong tuyên bố An Mein Volk. Trong lời tuyên bố này, ông đã tạo ra giải thưởng Thập tự Sắt sau này trở thành biểu tượng và danh dự quân sự nổi tiếng của Đức. Vào tháng 10 năm đó, tại trận Leippzig, quân Phổ đã đánh bại quân của Napoléon.
Hội trường được xây dựng để kỷ niệm 100 năm của trận chiến, do đó nó có tên như vậy. Chính quyền thành phố Breslau đã chờ đợi tài trợ từ Nhà nước một cách vô vọng và cuối cùng phải loại bỏ các chi phí khổng lồ không cần thiết. Cảnh quan và các tòa nhà xung quanh được thiết kế bởi kiến trúc sư Hans Poelzig đã được khánh thành vào ngày 20 tháng 5 năm 1913 trước sự chứng kiến của Thái tử William xứ Hohenzollern. Nó bao gồm một hồ nước lớn với đài phun nước được bao quanh bởi một giàn che khổng lồ bằng bê tông dưới dạng nửa hình elip. Về phía bắc của hội trường là một khu vườn Nhật Bản. Nhà viết kịch Gerhart Hauptmann đã chuẩn bị một vở kịch có tên là Festspiel in deutschen Reimen, tuy nhiên sắp xếp phân cảnh của Max Reinhardt đã bị ngừng do giới bảo thủ quốc gia có khuynh hướng chống đối lại nó.
Sau các sự kiện tưởng niệm, tòa nhà đóng vai trò là nơi diễn ra các sự kiện giải trí đa năng, nằm trong khu triển lãm, trước đây được sử dụng cho đua ngựa. Nó phần lớn tránh khỏi sự tàn phá trong Chiến tranh thế giới lần thứ hai với Cuộc bao vây Breslau. Sau chiến tranh, khi thành phố cùng với hầu hết khu vực Silesia lịch sử đã trở thành một phần của Cộng hòa Ba Lan theo Thỏa thuận Potsdam năm 1945, hội trường được chính quyền cộng sản đổi tên thành Hala Ludowa ("Hội trường Nhân dân"). Năm 1948, một tác phẩm điêu khắc kim loại giống như chiếc kim cao 106 mét (348 ft) được gọi là Iglica đã được thiết lập ở phía trước của hội trường. Hội trường đã được cải tạo rộng rãi vào năm 1997 và năm 2010. Gần đây, bản dịch tiếng Ba Lan của tên gốc tiếng Đức của hội trường là Hala Stulecia, trở thành tên chính thức của nó.
Hội trường là nơi diễn ra Giải vô địch bóng rổ châu Âu EuroBasket 1963 và vòng loại của EuroBasket 2009. Sau đợt cải tạo từ 2009–11, hội trường có quy mô 10.000 người.

## Kiến trúc

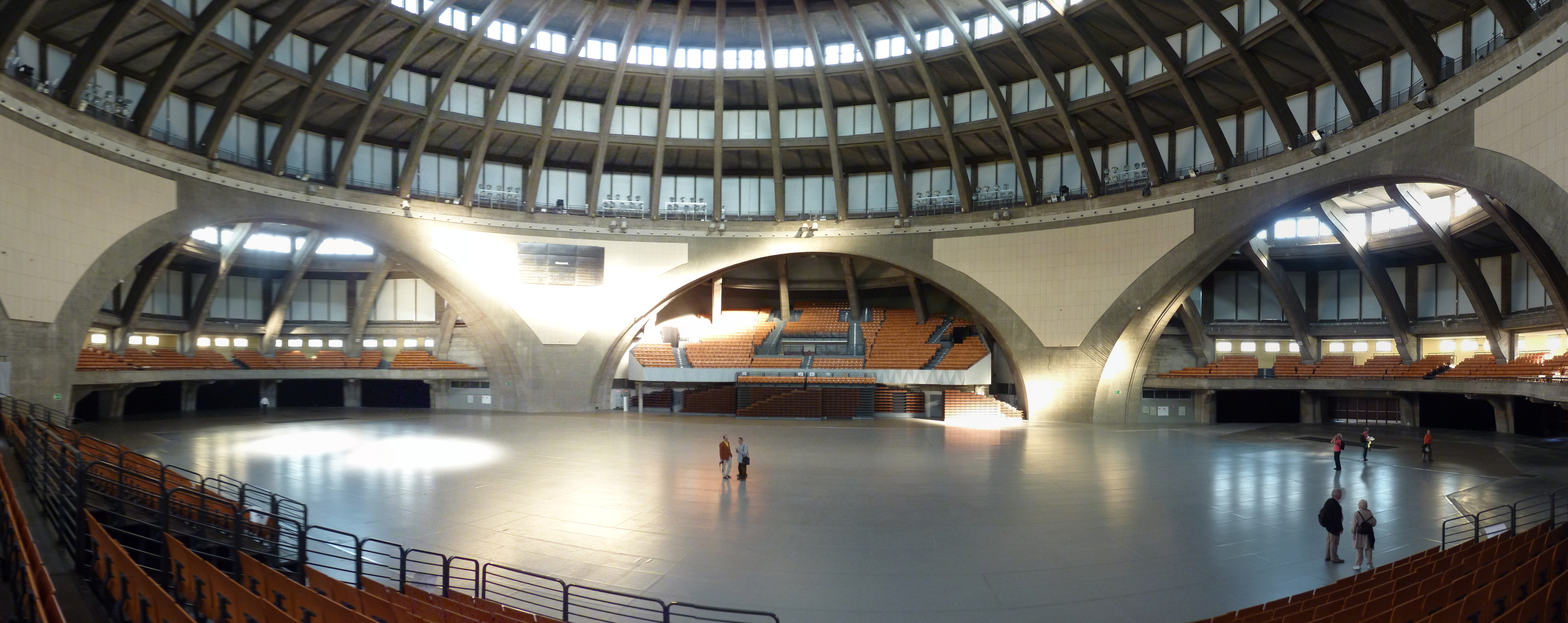
Bên trong Cung Thế kỷ.

Vòm nóc của tòa nhà này mô phỏng theo thiết kế của Feraalle Frankfurt được làm bằng bê tông cốt thép có đường kính trong là
69 m (226 ft) và cao 42 m (138 ft). Vào thời điểm xây dựng, nó là tòa nhà lớn nhất theo kiểu đó. Nó có kiến trúc bốn thùy đối xứng, với khoảng không gian trung tâm hình tròn rộng lớn có sức chứa 7.000 người. Mái vòm cao 23 m (75 ft) được làm bằng thép và kính. Hội trường trở thành tài liệu tham khảo quan trọng cho việc phát triển cấu trúc bê tông cốt thế thế kỷ 20.
Trung tâm của công trình là một mái vòm cao cấp dạng đèn lồng. Nhìn từ bên trong có thể dễ dàng nhìn thấy mô hình Chữ thập Sắt ở đỉnh vòm. Vì lý do này mà trong thời kỳ Cộng sản ở Ba Lan, trung tâm của hội trường đã bị che đi. Hội trường ban đầu có một hệ thống Đại phong cầm được thiết kế bởi Walcker Orgelbau được xếp hạng là một trong những cây Đại phong cầm lớn nhất thế giới. Vào ngày 24 tháng 9 năm 1913, Karl Straube là người đầu tiên chơi nó khi thực hiện bản nhạc Introduction, Passacaglia and Fugue của nhà soạn nhạc Max Reger. Hầu hết các phần của cây đàn được chuyển đến và lắp ráp lại ở Nhà thờ chính tòa Wrocław trong chiến tranh thế giới lần thứ hai.

## Hình ảnh

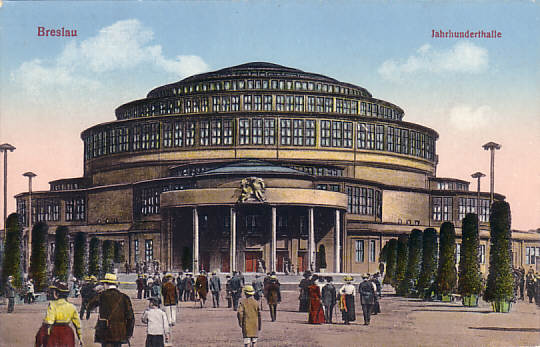
1920
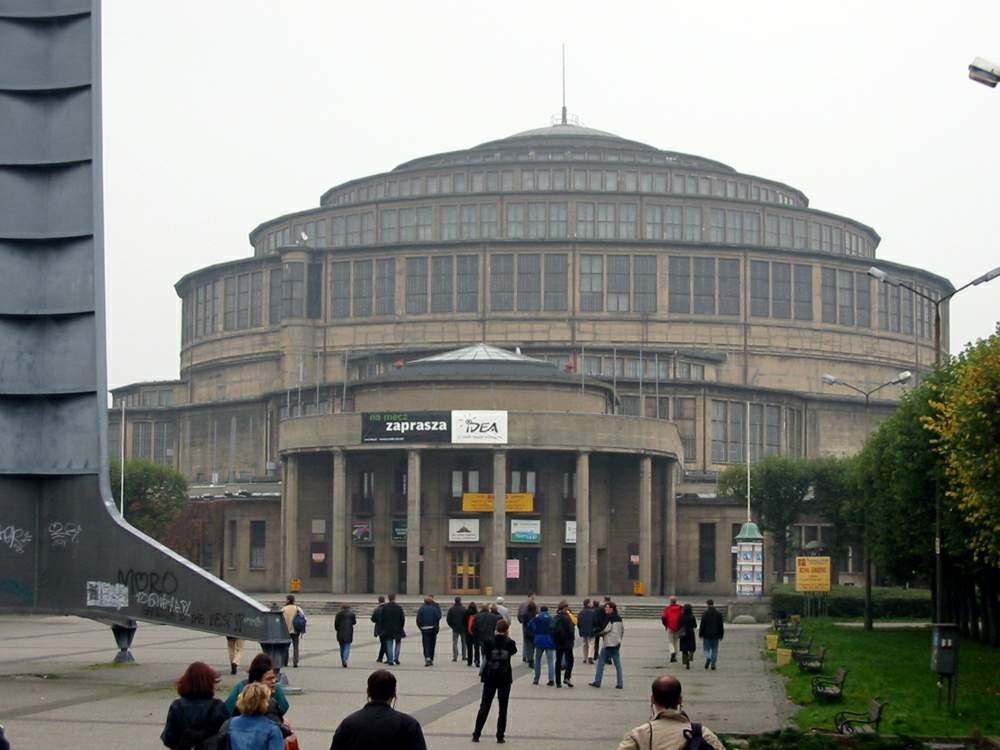
2001
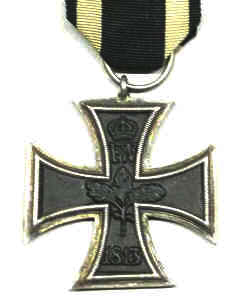
1813 Thập tự Sắt
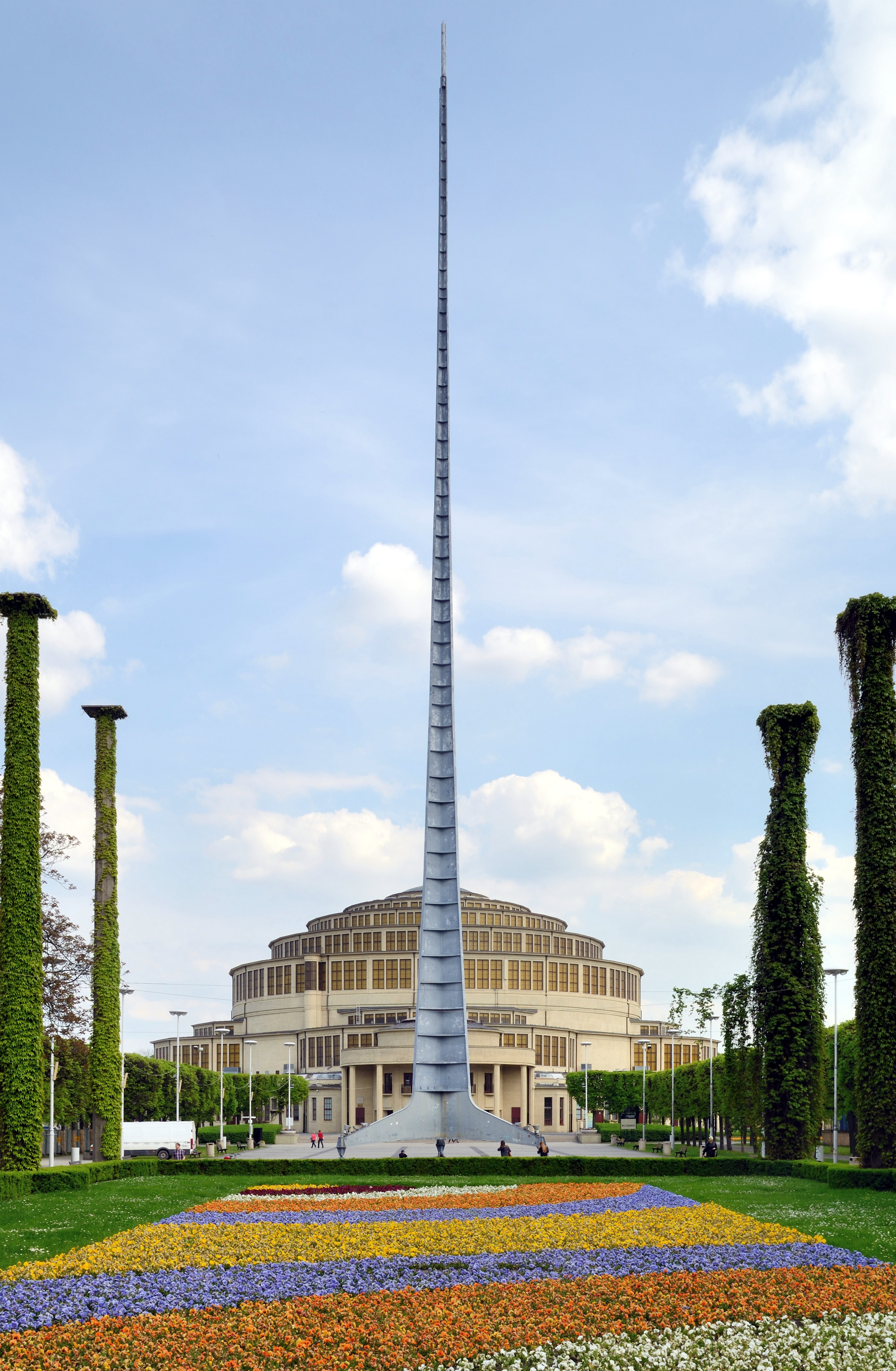
Iglica